# モーガン郡 (コロラド州)

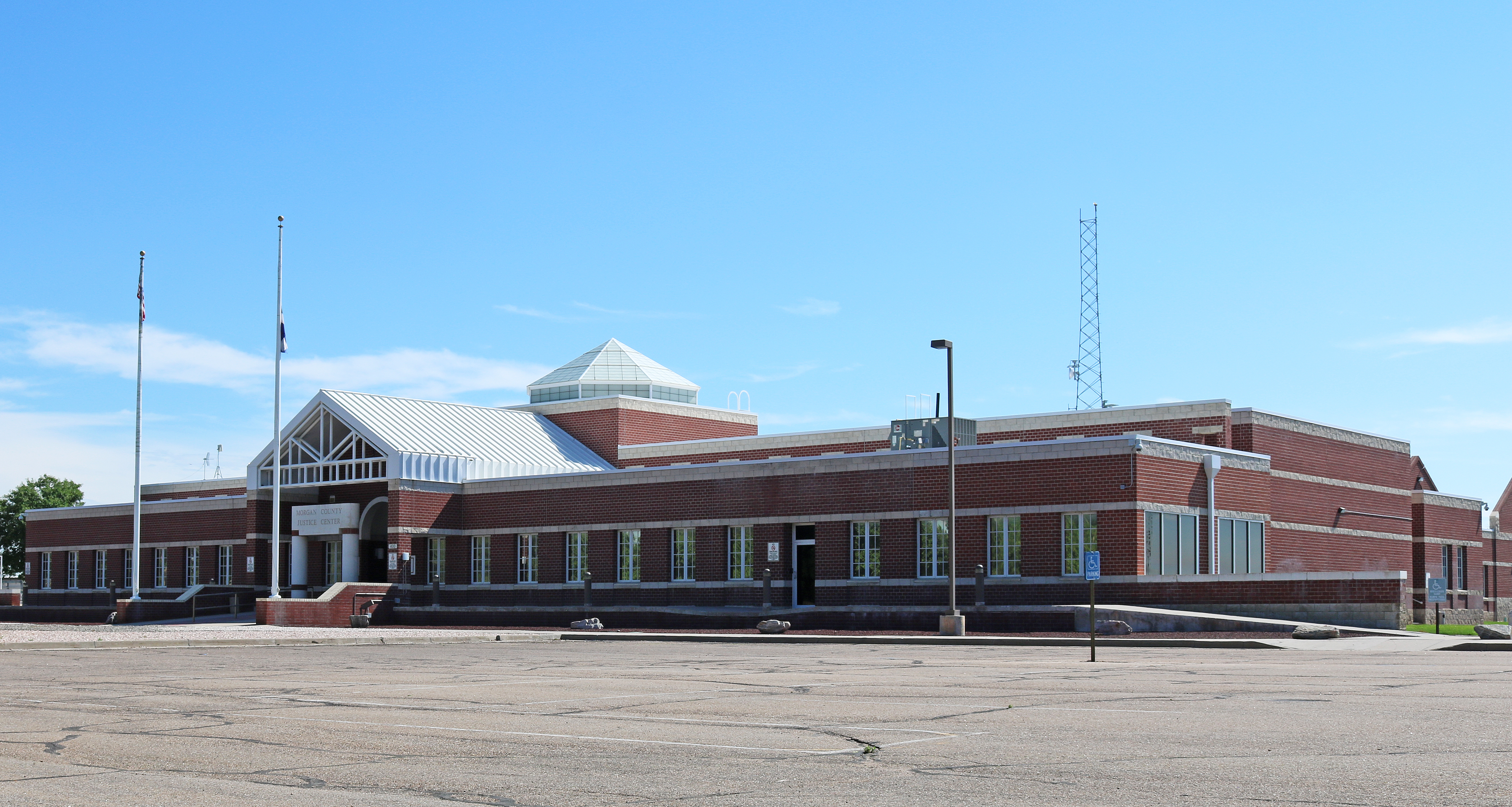
郡裁判所

モーガン郡（Morgan County）は、アメリカ合衆国コロラド州に位置する郡である。人口は27,171人（2000年）。郡庁所在地はフォートモーガンである。

## 地理

コロラド州内の位置

アメリカ合衆国統計局によると、この郡は総面積3,351 km2 (1,294 mi2) である。このうち3,329 km2 (1,285 mi2) が陸地で22 km2 (9 mi2) が水地域である。総面積の0.66%が水地域となっている。

## 人口動勢
2000年国勢調査で、この郡は人口27,171人、9,539世帯、及び6,973家族が暮らしている。人口密度は8/km2 (21/mi2) である。3/km2 (8/mi2) の平均的な密度に10,410軒の住宅が建っている。この郡の人種的な構成は白人79.65%、アフリカン・アメリカン0.33%、先住民0.81%、アジア0.17%、太平洋諸島系0.17%、その他の人種16.37%、及び混血2.48%である。この人口の31.18%はヒスパニックまたはラテン系である。
この郡内の住民は30.40%が18歳未満の未成年、18歳以上24歳以下が8.50%、25歳以上44歳以下が28.20%、45歳以上64歳以下が19.80%、及び65歳以上が13.00%にわたっている。中央値年齢は34歳である。女性100人ごとに対して男性は100.40人である。18歳以上の女性100人ごとに対して男性は98.30人である。
この郡の世帯ごとの平均的な収入は34,568米ドルであり、家族ごとの平均的な収入は39,102米ドルである。男性は27,361米ドルに対して女性は21,524米ドルの平均的な収入がある。この郡の一人当たりの収入 (per capita income) は15,492米ドルである。人口の12.40%及び家族の8.50%は貧困線以下である。全人口のうち18歳未満の15.30%及び65歳以上の9.50%は貧困線以下の生活を送っている。

## 都市及び町
- フォートモーガン (Fort Morgan)
- ブラシ (Brush)
- ヒルロゼ (Hillrose)
- Log Lane Village
- Wiggins